# Elisabeth Lafite

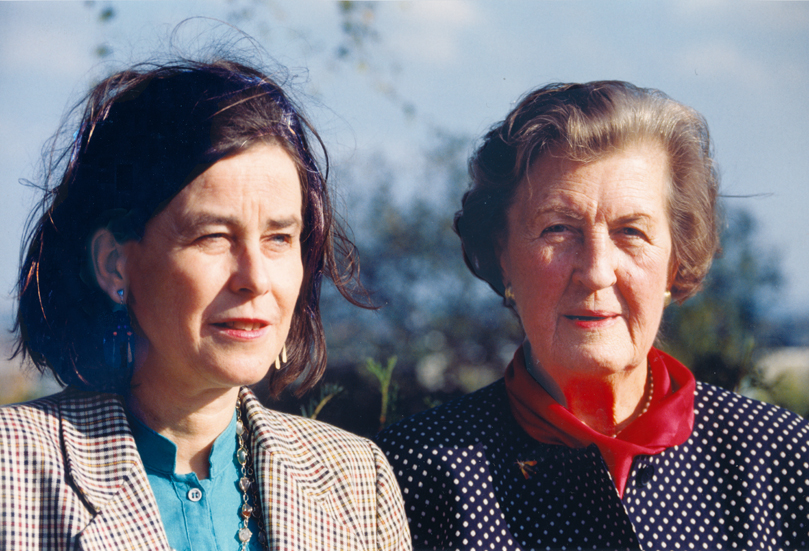
Elisabeth Lafite mit Tochter Marion, 1995

Elisabeth Lafite (* 16. Juni 1918 in Brünn; † 16. Oktober 2007 in Wien; geborene Walter) war eine österreichische Herausgeberin und Verlegerin.

## Leben
Elisabeth Lafites Vater war Anton Walter (1882–1976); er war Sektionschef im Bundesministerium für Finanzen und Generaldirektor der Tabakregie bis zum "Anschluss" Österreichs, 1938. Ihre Mutter war Julie Walter (1893–1984); weiters hatte sie eine Schwester: Juliane (1921–1980).
Elisabeth Lafite machte ihre Matura im Jahr 1937. Nach Ausbruch des Zweiten Weltkriegs war sie bei den Schoeller-Bleckmann Stahlwerken tätig. Nach dem Kriegsende wurde sie Sekretärin von Franz Stoß (Theater in der Josefstadt). Im Jahr 1947 heiratete sie Peter Lafite (1908–1951), den Sohn des Komponisten Carl Lafite, der als Beamter im Bundesministerium für Finanzen und anschließend im Bundesministerium für Unterricht (für Musikangelegenheiten) beschäftigt war. Mit ihm hatte sie zwei Kinder: Marion (geboren 1947) und Wolfgang (geboren 1949), weshalb sie vorerst die Berufstätigkeit aufgab. Als ihr Ehemann plötzlich starb, übernahm sie die Österreichische Musikzeitschrift (ÖMZ), die dieser im Jahr 1946 gegründet hatte. Ihre volle Berufstätigkeit wurde dadurch ermöglicht, dass sie im großfamiliären Verband mit Eltern und Schwester verblieben war.
Nach dem Ende der Besatzungszeit Österreichs gelangen ihr Absatzförderungen durch zusätzliche ‚Sonderhefte’ (1955 Staatsoper, 1956 Mozartjahr, 1957 zu Staatspreisträgern für Musik und 1958 in Brüssel zur Repräsentanz auf der Expo 58). Im Jahr 1962 fielen weitreichende Entscheidungen: Die Herausgabe von ‚Länderheften’ der Musikzeitschrift für den Kontext kultureller Auslandsbeziehungen; und um Musikbücher zu edieren, erlangte sie die Konzession als "Verlag Elisabeth Lafite". Im Jahr 1968 sagte sie dem Angebot Kurt Blaukopfs zu, die Schallplattenzeitschrift Phono (1954–1966) in die eigene Redaktionsarbeit zu integrieren. Gesicherte Geschäftsgrundlage wie persönlicher Bezug charakterisierte ihren Zugang, der verschiedenartige Persönlichkeiten vom Komponisten Joseph Marx bis zu Theodor W. Adorno als Autor für den Verlag gewinnen konnte. Im Jahr 1972 war sie durch Einschaltung des Bundesdenkmalamtes maßgeblich an der Erhaltung des Schönberg-Hauses in Mödling beteiligt. Sie war Mitbegründerin der „Internationalen Schönberg-Gesellschaft“ (ISG). Ihre Tochter wirkte ab Mitte der 1970er Jahre in Zeitschrift und Verlag mit, deren Leitung sie nach und nach übernahm.

Elisabeth Lafite und ihr Mann wurden im Heiligenstädter Friedhof (Teil A, Gruppe 4, Nummer 151) in Wien bestattet. 

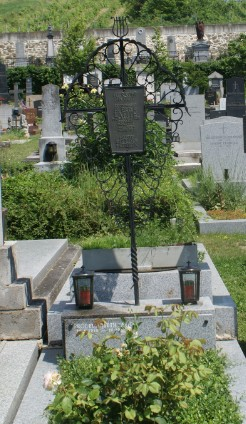
Grabstätte von Elisabeth Lafite

## Mitgliedschaften und Ehrungen
- Vorstandsmitglied der Arnold Schönberg Center Privatstiftung
- „Elisabeth-Lafite-Raum“ des Mödlinger Schönberg-Hauses
- Mitglied der Wiener Beethovengesellschaft
- Ehrenmitglied der Wiener Mozartgemeinde (1988)
- Mitglied der Internationalen Gluck-Gesellschaft
- Verleihung des Titels „Professor“ 1970
- Ehrenkreuz für Wissenschaft und Kunst 1998